# Maud de Burgh
Maud de Burgh (auch Matilda de Burgh; * um 1290; † unsicher: 2. Juli 1320) war eine anglo-irische Adlige.
Maud de Burgh war eine Tochter des irischen Adligen Richard Og de Burgh, 2. Earl of Ulster, und von Margaret de Burgh, einer Tochter von John de Burgh aus Lanvalry. Am 10. Juni 1308 schloss ihr Vater mit John de Bermingham einen Ehevertrag, nachdem Bermingham Maud heiraten sollte. Vermutlich durch Vermittlung von Richard de Clare, Lord of Thomond heiratete Maud jedoch am 29. September 1308 in Irland Gilbert de Clare, 7. Earl of Hertford, einen der mächtigsten englischen Magnaten. Nur einen Tag später heiratete ihr Bruder John de Burgh Elizabeth de Clare, eine Schwester ihres Mannes. John de Bermingham heiratete später Mauds Schwester Aveline. 
Angeblich hatte Maud im April 1312 einen Sohn, John, geboren, der jedoch im selben Jahr wieder starb. Nachdem ihr Mann 1314 in der Schlacht von Bannockburn gefallen war, sollte der gewaltige Grundbesitz der Clares unter den drei Schwestern ihres Mannes, Eleanor, Margaret und Elizabeth, aufgeteilt werden. Maud erklärte jedoch, dass sie schwanger sei. König Eduard II. erhoffte, dass sie noch einen möglichen Erben zur Welt bringen würde, wies ihr Ende 1314 ein vorläufiges Wittum zu und verschob die Aufteilung des Besitzes. Ende 1315 soll sie immer noch schwanger gewesen sein, was ihr Schwager Hugh le Despenser als unmöglich bezeichnete. Er besetzte eigenmächtig einen Teil der Besitzungen der Clares, den er jedoch auf Druck des Königs bald wieder räumen musste. Erst 1317 wurde offiziell vom Parlament festgestellt, dass Maud nicht schwanger war, worauf die Besitzungen der Clares endlich aufgeteilt wurden. Als Witwe des letzten Earl of Hertford erhielt Maud ein Drittel seines Besitzes, darunter die Herrschaft Usk in Wales sowie den Großteil der Honour of Gloucester mit Tewkesbury. Sie heiratete nicht erneut und wurde in Tewkesbury Abbey beigesetzt. Nach ihrem Tod wurde ihr Anteil unter ihren drei Schwägerinnen und deren Ehemännern aufgeteilt. 